# 資政新編
資政新編（しせいしんぺん）は、1859年に太平天国の干王洪仁玕が天王洪秀全に提出した建議書である。内容は政治・法律・経済の改革を説いたもので、洪秀全はそのほとんどについて同意したが、結局最後まで実施されることはなかった。

## 背景
太平天国は1856年9月の天京事変以後、清朝との戦いにおいて不利な情勢にあった。1859年、香港で西洋の事物を学んだ洪仁玕が天京に到着すると、洪秀全は彼を軍師・干王に封じた。洪仁玕は政権を救うためには改革が必要だとして洪秀全に『資政新編』を提出した。

## 内容
『資政新編』は政治については中央集権の強化、経済については鉱工業・交通事業の振興、社会については文化・衛生・福祉事業の発展と悪習の除去、法律については刑罰の改革を主張した。

## 影響と評価
『資政新編』は体制の全面的な改革を説いたものであったが、太平天国の施政綱領とはならなかった。洪秀全が筆を入れた『資政新編』は詔書扱いされることはなく、発行と流通を許可されたにすぎなかった。結局、忠王李秀成をはじめとする他の幹部たちにも重視されることはなく、戦闘の激化によって『資政新編』の建議は実行されることはなかった。
一方、敵である曽国藩の幕僚であった趙烈文は『資政新編』を読んで「賊の中に人がいないとすることはできない」と高く評価している。